# Conill gegant valencià

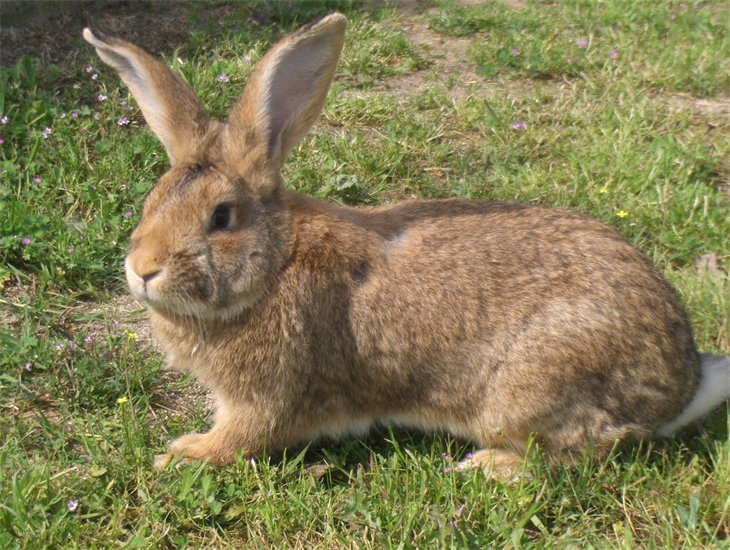
Conill gegant valencià.

El conill gegant valencià o també mal anomenat conill gegant espanyol és una raça de conill autòctona del País Valencià. Es tracta d'una raça normalment pesa entre 5,5 i 7 kg.